# Аттический диалект древнегреческого языка
| Западная группа: Дорийский Северо-западный | Центральная группа: Эолийские Аркадо-кипрский | Восточная группа: Аттический Ионийские |
| Ахейский (северный) дорийский              |                                               |                                        |

Атти́ческий диале́кт (др.-греч. Ἀτθίς γλῶττα или ἡ Ἀττικὴ διάλεκτος, в России ранее использовался термин атти́ческое наре́чие) — диалект древнегреческого языка, первоначально распространённый в Аттике. На аттическом диалекте писали многочисленные авторы, жившие в Афинах, благодаря чему этот диалект считается классическим образцом древнегреческого языка. Впоследствии на основе аттического и близких к нему ионийских диалектов сложилось общегреческое наречие — койне́.

## История
Аттический диалект возник вследствие эволюции протогреческого языка на территории Аттики. Наиболее близок он к ионийским диалектам островов Эгейского моря и Малой Азии, что позволяет считать его либо ветвью ионийских диалектов, либо самостоятельной частью ионийско-аттической группы диалектов. Выделяют три этапа развития аттического диалекта — древний, средний и новый.
Зачинателем литературы на аттическом диалекте нередко считается афинский законодатель Солон, оставшивший несколько стихотворений, в основном на политическую тематику. К V веку до н. э. принадлежит первый сохранившийся образец аттической прозы — памфлет «Афинская полития» Псевдо-Ксенофонта (настоящий автор неизвестен). Возросшая роль Афин в V веке до н. э. привела к тому, что аттический диалект постепенно стал основным литературным языком древних греков. При этом продолжали существовать и определённые традиции использования диалектов в разных жанрах: так, ионийские диалекты чаще применялись в эпических произведениях, на эолийском диалекте писали известные лесбосские поэты и их подражатели, дорийский диалект чаще использовался в торжественной лирике.
Самыми известными авторами, писавшими на аттическом диалекте в классическую эпоху, были историки Фукидид и Ксенофонт (творчество последнего нередко считается образцом аттической прозы), философ Платон, драматург Аристофан. В языке трагических авторов чаще встречаются элементы других диалектов (в основном в торжественных целях) — ионизмы и архаизмы у Эсхила, дорийский диалект в хоровых частях у Софокла. Ораторы, писавшие на аттическом диалекте, представлены Горгием (сицилийцем, родным диалектом которого был ионийский) и его современником афинянином Антифоном; образцовыми авторами считаются также Лисий, Исократ, Демосфен, Эсхин и другие. Близок к разговорному язык Менандра, хотя у него уже прослеживаются признаки зарождающегося койне.
В IV веке до н. э. в крупных городах началась ассимиляция аттического диалекта с ионийскими. Некоторые авторы считают основой складывавшегося наречия — койне — афинский городской диалект с серьёзными заимствованиями из ионийских диалектов, но другие, напротив, видят в койне ионийский диалект с примесью аттического. В результате завоеваний Александра Македонского в Восточном Средиземноморье распространился именно койне. В то же время, литературной нормой для писателей, работавших в «высоких жанрах», оставался классический аттический диалект. Распространение койне среди населения началось с политической и культурной элиты общества, но со временем общее наречие усвоили и рядовые жители эллинистических государств.
В римскую эпоху, во II веке н. э., появились попытки возрождения аттического диалекта на фоне повсеместного распространения койне. Благодаря этой тенденции, шедшей в рамках движения «второй софистики», многие греческие авторы (прежде всего риторы) обратились к использованию классического аттического диалекта с некоторыми современными элементами. Они подражали классическому аттическому с разной степенью убедительности. Наибольших успехов достигли Элий Аристид и Дион Хрисостом. Хорошо владел аттическим диалектом и Лукиан, хотя в его произведениях отражается и живой разговорный язык. Элементы аттического диалекта сохранялись в письменных памятниках византийской эпохи и, в меньшей степени, Нового времени (кафаревуса).

## Характеристика
Поскольку аттический диалект считается классическим, он лежит в основе учебных курсов по древнегреческому языку. Основные различия с прочими диалектами следующие:
- Аттический диалект сохранил двойственное число, хотя в классическую эпоху происходил быстрый отход от его использования;
- В отличие от эолийского и дорийского диалектов, аттический не сохранил звук [w], обозначавшийся дигаммой (ϝ);
- В аттическом диалекте сохранился долгий звук /ā/ после ε, ι, ρ[2]. В остальных позициях он в течение достаточно краткого промежутка времени перешёл в долгий открытый /ē/ (η):
дорийское μάτηρ ~ μήτηρ в аттическом диалекте (в более древнем написании — μήτερ); ионийское πρῆγμα ~ πρᾶγμα в аттическом; но, например, τιμᾶτε (долгий /ā/ возникло уже после окончания изменения);
- Краткий звук ă из протогреческого языка перешёл в краткий ě;
- В дифтонгах с долгими гласными и i последний исчез: āi, ēi, ōi → ā, ē, ō. В то же время, в современных изданиях античных текстов и учебной литературе используется подписная иота (ᾳ, ῃ, ῳ);
- При слиянии гласных ευ, εου, εω из-за исчезновения σ или ι эти сочетания сохраняются в двухсложных словах, но исчезают в более сложных:
θεός < протогреч. *θϝεσος, но θουκιδίδης;
- В целом, аттический диалект стремится избегать зияния гласных[20]. Из-за этого в нём часто происходит элизия, слияние гласных, в том числе на стыке слов (красис), приставное ν;
- Протогреческий лабиовелярный звук /kʷ/ (ϙ) перед заднерядными гласными перешёл в π (в ионийском — в κ);
- Группы ti и thi с неслоговым /i̯/, перешедшие в ts, в аттическом диалекте, как правило, преобразовались в σ или, реже, в ττ:
ионийское μέλισσα ~ μέλιττα в аттическом;
- До начала IV века до н. э. в аттическом диалекте дзета (Ζ, ζ) произносилась как [zd], впоследствии трансформировавшись в [zz], а затем — в [z];
- Неслоговой /u̯/ в группах nu̯, ru̯, lu̯ в аттическом диалекте исчез бесследно, в некоторых других диалектах вызвал удлинение гласного, предшествующего группе;
- Группы из плавного согласного и /s/ в аттическом диалекте перешли в ρρ (в остальных диалектах сохранились без изменений):
ионийское κόρση ~ κόρρη в аттическом.
- В отдельных глаголах происходило «аттическое удвоение», при котором начальный (основной) гласный звук удлиняется (в других диалектах удвоение происходит без удлинения начального гласного):
ἀκούω → perf. act. ἀκ-ήκοα.

Различия, разделяемые аттическим и некоторыми диалектами по сравнению с другими:
- В ионийском и аттическом диалектах краткий и долгий /u/ не позднее VIII века до н. э. перешёл в [y] (близкое, например, к немецкому «ü») — краткий и долгий соответственно. Этим процессом не были затронуты неслоговое /u̯/ в дифтонгах и более позднее долгое /ū/, которое возникло в результате монофтонгизации «ou», слияния и заменительного удлинения;
- Группы *ki̯, *kʷi̯, *kʰi̯, *kʷʰi̯' с неслоговым гласным /i̯/ в аттическом и беотийском диалектах перешли в ττ, а в начале слова — в τ (в большинстве диалектов — в σσ и σ соответственно):
ионийское πίσσα ~ πίττα в аттическом < протогреч. *πικια;
- В аттическом и ионийском диалектах сочетание неслогового /u̯/ с ρ перешло в ρ с густым придыханием в начале слова и в ρρ в середине слова;
- Группа tu̯ c неслоговым /u̯/ в аттическом и беотийском диалектах перешла в ττ в середине слова и в σ в начале.